# مانیل (آلاباما)
مانیل (به انگلیسی: Manila) یک منطقهٔ مسکونی در ایالات متحده آمریکا است که در آلاباما واقع شده است. مانیل ۵۲٫۱۲ متر بالاتر از سطح دریا قرار دارد.